# Curtcircuit
|  | No s'ha de confondre amb Curtcircuit (pel·lícula). |

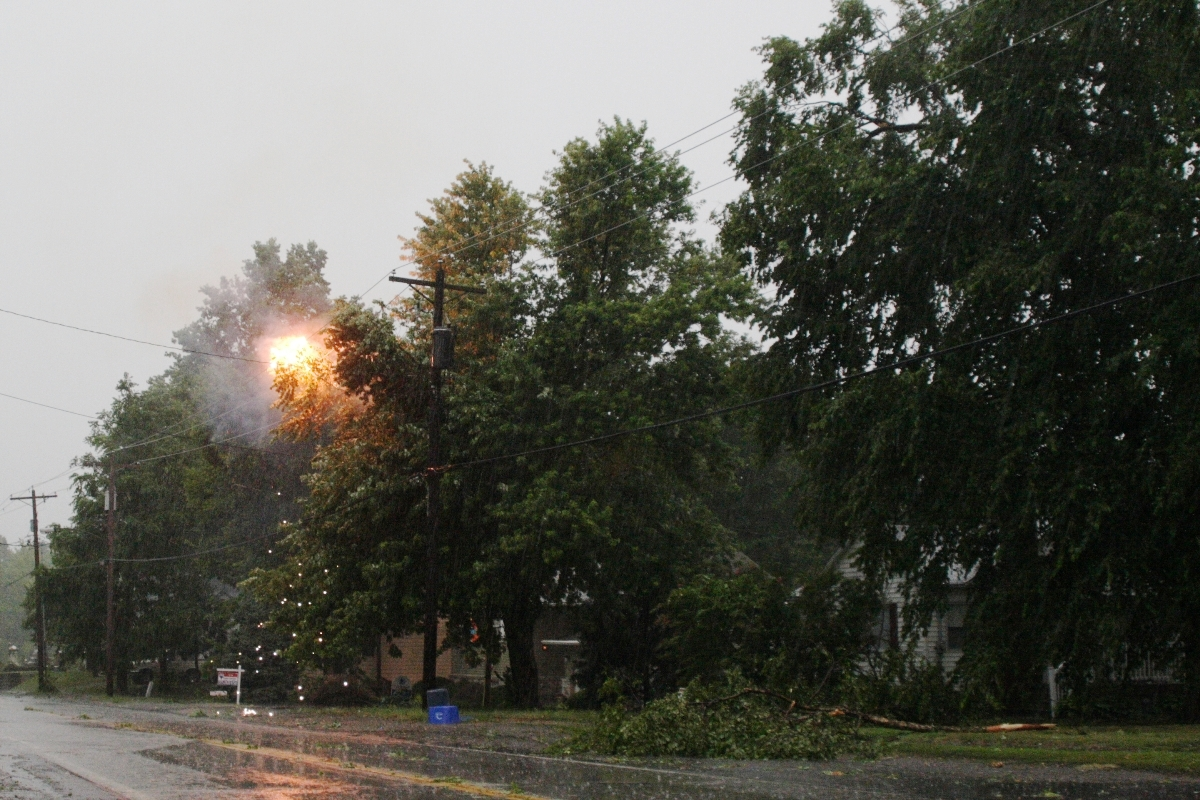
Un curtcircuit en uns cables aeris

Un curtcircuit és la fallada en un aparell elèctric o una línia elèctrica, passa el corrent elèctric directament del conductor actiu, o fase, al neutre o a la línia de terra, entre dues fases en el cas de sistemes polifàsics en corrent altern, o entre pols oposats en el cas del corrent continu.
El curtcircuit es produeix normalment per fallades de l'aïllant dels conductors, quan aquestes línies queden submergides en un medi conductor, com ara l'aigua, o per contacte accidental entre conductors aeris a conseqüència de fortes ventades o del trencament dels pals de línies elèctriques.
Atès que un curtcircuit pot causar danys importants en les instal·lacions elèctriques, fins i tot incendis en edificis o habitatges, aquestes instal·lacions han d'estar dotades de proteccions com els fusibles o un interruptor magnetotèrmic, amb la finalitat de protegir les instal·lacions i el seu entorn.